# John Moods

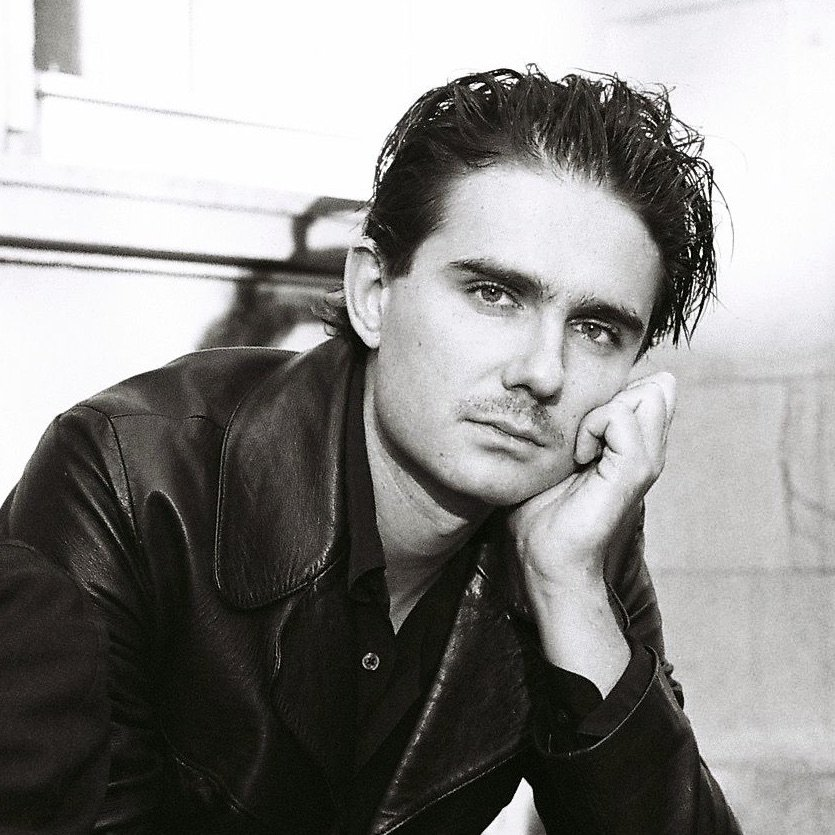
John Moods

John Moods (bürgerlich Jonathan Jarzyna, * 1985) ist ein deutsch-polnischer Musiker.

## Biografie
John Moods wuchs in Süddeutschland auf und zog 1993 nach Berlin. Im Jahr 2010 gründete er zusammen mit der Amerikanerin JJ Weihl die Art-Pop-Band Fenster. Die Band veröffentlichte vier Alben, drei davon bei Morr Music. Im Jahr 2015 entstand der Science-Fiction Film Emocean. Im Juni 2018 erschien das erste Solo-Album mit dem Titel The Essential John Moods beim Berliner Label Mansions and Millions, aufgenommen mit einem Smartphone auf einer Wanderung durch Spanien und Portugal. ByteFM nannte das Album unter den „Alben des Jahres 2018“. Im Jahr 2019 erschien die Single I Wanted You, welche unter anderem von den Magazinen Diffus, Nothing but Hope and Passion, NEØLYD und dem britischen Magazin Notion präsentiert wurde. Im Jahr 2020 wurde seine Musik bei der US-amerikanischen HBO-Serie High Maintenance verwendet, sowie bei der Serienverfilmung von High Fidelity auf Hulu. 2021 erschien Moods’ zweites Album So Sweet So Nice - eine Auseinandersetzung mit dem Thema Vergänglichkeit und Sterblichkeit - auf zwei EPs. 
Ebenfalls 2021 begann Moods eine Zusammenarbeit mit der Band The Zenmenn für das unabhängige Label Music From Memory aus Amsterdam. Auf dem Album Enter the Zenmenn sang er den Titel Hommage to a Friendship. 2022 erschien das gemeinsame Album Hidden Gem. Im selben Jahr veröffentlichte John Moods sein drittes Album The Great Design.

## Live-Auftritte
John Moods spielt auf Festivals im In- und Ausland wie dem SXSW in Texas, und dem Waves Vienna. Des Weiteren ging er als Livemusiker mit Sean Nicholas Savage auf Tour und spielte als Vorband von Jonathan Bree. 2018 war er zu Gast bei dem Londoner Internetradio NTS. Seit November 2021 spielt John Moods live mit einer fünfköpfigen Rockbandformation oder als Akustik-Trio.

## Stil
John Moods‘ Musik wird als romantischer und spiritueller Outsider-Pop beschrieben, der vom Yacht-Rock der 80er Jahre inspiriert ist und zum Melancholischen und Nachdenklichen neigt. Der Musikexpress spricht von „wollweichen Countrybeobachtungen bis zu Groove-Meditationen über Gitarrenflächen“ und die Intro bezeichnete seine Musik als Synthie-Pop. ByteFM vergleicht seine Musik mit „kalifornischem Softrock und Sunshine-Pop der 1960er- und 1970er-Jahre“. Der Tagesspiegel schrieb, Moods vereine die Widersprüche zwischen geerdeten Grooves und ätherischer Leichtigkeit, Ausgelassenheit und Melancholie, in Gestalt von funkigen Licks, psychedelischem Folk und umschmeichelnden Yacht-Rock-Synthies.

## Diskografie (Auswahl)

### Alben
- 2018: The Essential John Moods(Mansions and Millions)
- 2020: So Sweet So Nice (Mansions and Millions)
- 2022: The Great Design (Mansions and Millions)
- 2022: The Zenmenn and John Moods - Hidden Gem (Music From Memory)

### EP
- 2021: So Sweet (Mansions and Millions / Arbutus Records)

### Singles
- 2019: I Wanted You (Mansions and Millions)

### Weitere Veröffentlichungen
- 2019: Sean Nicholas Savage – One Sweet Thing feat. John Moods (Arbutus Records)
- 2019: Better Person – Like A Whisper (Mansions and Millions)